# Macrozamia cranei
Macrozamia cranei là một loài thực vật hạt trần trong họ Zamiaceae. Loài này được D.L.Jones & P.I.Forst. mô tả khoa học đầu tiên năm 1994.